# Galina Matvievskaïa
Galina Pavlovna Matvievskaïa (en russe : Гали́на Па́вловна Матвие́вская), née le 13 juillet 1930 à Dnipropetrovsk (république socialiste soviétique d'Ukraine, URSS) et morte le 30 janvier 2025 à Orenbourg (Russie), est une historienne des mathématiques soviétique puis russe. Elle est également critique littéraire et s'est intéressée à l'histoire locale.

## Formation et carrière
En 1954, Galina Matvievskaïa est diplômée de l'Université d'État de Leningrad. Docteur en sciences physico-mathématiques (1969).
De 1954 à 1959, elle a travaillé à la section de Léningrad de l'Institut d'histoire des sciences naturelles et de la technologie de l'Académie des sciences de l'URSS.
Depuis 1959 - employé de l'Institut de mathématiques de l'Académie des sciences de la RSS d'Ouzbékistan.
Depuis 1994, professeure à l'Université pédagogique d'Orenbourg.

## Prix et distinctions
Scientifique émérite de la RSS d'Ouzbékistan (1980). Membre correspondant de l'Académie des sciences de la RSS d'Ouzbékistan (1984). Membre titulaire de l'Académie internationale d'histoire des sciences (1995). Membre de l'Union des écrivains de Russie.
Lauréate du Prix d'État de la RSS d'Ouzbékistan, nommé en l'honneur d'Abou Rayhon Beruni. Lauréate du prix Orenburg Lyre et du prix de la fille du capitaine de toute la Russie.

## Travaux
Les principaux domaines de recherche sont l'histoire des mathématiques et de l'astronomie mathématique dans les pays de l'Orient médiéval, l'histoire de la théorie des nombres et les manuscrits de Leonhard Euler.
Elle a travaillé sur l'importante collection de manuscrits de Tachkent (Ouzbékistan) et en a analysé l'importance pour l'histoire des mathématiques arabes.
L'école d'histoire des mathématiques de Tachkent est la quatrième de l'URSS par ordre d'importance, après Moscou, Leningrad et Kiev, et la recherche s'y est focalisée sur les mathématiques arabes médiévales. Initiée par les travaux de Tashmukhamed N. Kary-Niyazov (1896-1970) sur l'école astronomique d'Ulug Beg au XVe siècle, la recherche s'est poursuivie sous la direction de Galina Matvievskaïa et Sagdy Kh. Sirzahdi- Nov (1921-1988).
Avec Boris Rosenfeld, elle s'est intéressée dans Matematiki i astronomy musul’manskogo srednevekov’ja i ich trudy à l'histoire des sciences et des mathématiques arabes. Une nouvelle motivation vient des efforts pour moderniser et purifier la langue arabe classique, notamment sous l'impulsion de sociétés ou cercles privés créés entre la fin du XIXe siècle et le début du XXe siècle, tels que le Nadi Ddr al-Ulum (The Club of the House of Science) ou le Lajnat al-mustalahdt al-Hlmiyya (Committee on Scientific Technical Terms) (1907). Une personnalité de ce mouvement est Ahmad Zaki Pasha (1863-1914) qui a publié une étude sur les encyclopédies arabes en 1891.
Après la défaite de l'empire Ottoman, des sociétés nationales sont créées à Damas (1919), au Caire (1932) et à Bagdad (1945). Prenant souvent pour modèle l'Académie Française, elles cherchent à la fois à proteger et moderniser la langue arabe classique. Ces académies soutiennent la recherche historique publiée dans leurs journaux et revues. Ahmad S. Sa'idan (1914-1991), par exemple, publie certaines de ses études sur l'histoire de l'arithmétique arabe dans le Journal of the Institute of Arabic Manuscripts, qui est affilié à l'académie égyptienne,.
Un phénomène similaire s'est produit avec la langue persane en Iran. En 1935, sous le patronage du shah, une Société pour la langue iranienne est créée sur le modèle de l'Académie Française. Plusieurs de ses membres fondateurs ont publié des ouvrages sur l'histoire des mathématiques en Iran, comme Ali Akbar Dihkhuda (1879-1955) et Said Nafisi (1895-1967),.
Le Moyen Âge voit le développement de l'algèbre au sein des mathématiques arabes, ce qui permet aux nombres irrationnels de devenir des objets de même nature algébrique que les entiers et les nombres rationnels. Les mathématiciens du monde arabo-musulman cessent, contrairement à ceux du monde grec qui les ont précédés, de ne manipuler des grandeurs géométriques que par leurs rapports. Dans son commentaire du livre X des Éléments, le mathématicien persan Al-Mahani étudie et classifie les irrationnels quadratiques et cubiques, en les considérant comme des nombres à part entière bien qu'il utilise également un point de vue géométrique pour les désigner. Il donne en outre une approche algébrique des irrationnels, en expliquant que si l'on additionne ou multiplie un rationnel et un irrationnel, le résultat est irrationnel.
Hors mathématiques, elle s'est intéressée à l'histoire culturelle de la région d'Orenbourg.
Auteure de plus de 250 articles scientifiques, dont 20 monographies. Elle a préparé trois médecins et dix candidats en sciences physiques et mathématiques.

## Publications
- (en) Galina Matvievskaïa, « The Theory of Quadratic Irrationals in Medieval Oriental Mathematics », Annals of the New York Academy of Sciences, vol. 500, no 1,‎ juin 1987, p. 253-277 (DOI 10.1111/j.1749-6632.1987.tb37206.x).

- Dans Interaction Between Indian and Central Asian Science and Technology in Medieval Times, New Delhi: Indian National Science Academy, 1990
  - (en) S. Kh. Sirazhdinov, G. P. Matvievskaya, and A. Ahmedov. Scientific Contacts with Special Reference to Mathematics and Astronomy of Central Asia and India during 9-15th Centuries. pp 172–183.
  - (en) From the Question of Al-Khwârizmî's Algebra. pp 233–248.
- (en) G.P. Matvievskaya, « History of medieval Islamic mathematics: Research in Uzbekistan », Historia Mathematica, vol. 20, no 3,‎ août 1993, p. 239–246 (DOI 10.1006/hmat.1993.1020)
- (en) Isabella Bachmakova, A.N. Bogolyubov, S.S. Demidov, B.V. Gnedenko, E. Knobloch, Galina Matvievskaïa, D. E. Rowe, B.A. Rosenfeld, O.B. Sheynin et V.M. Tikhomirov, « Adolph Andrei Pavlovich Yushkevich (1906-1993) », Historia Mathematica, vol. 22,‎ 1995, p. 113-118 (DOI 10.1006/hmat.1995.1012)
- (en) Galina Pavlovna Matvievskaya et Gulnara Eskenderovna Yusupova, « The Mathematical and Astronomical Manuscripts in the Collection of the Institute of Oriental Studies of the Academy of Sciences of Uzbekistan at Tashkent », Historia Mathematica, vol. 26, no 4,‎ novembre 1999, p. 378–381 (DOI 10.1006/hmat.1999.2243)
- (ru) Matvievskaïa, Galina P.: K istorii matematiki Srednei Azii IX-XV vekov. Tashkent: Izdatel’stvo AN UzSSR 1962.
- (ru) Matvievskaïa, Galina P.: Uchenie o chisle na srednevekovom Blizhnem i Srednem Vostoke. Tashkent: FAN 1967.
- (ru) G.P Matvievskaya, « Arabic arithmetic. The arithmetic of Abū al-Wafā' al-Būzajānī, 10th century. Mss. OR. 103 Leiden and 42 M Cairo. Edited with introduction, commentaries, and ample reference to the arithmetic of Al-Karajī (11th century), Ms. 855 Istanbul. By A. S. Saidan. Amman (Jordanian University), 1971. 468 pp. (Entirely in Arabic.) », Historia Mathematica, vol. 1, no 1,‎ février 1974, p. 108–111 (DOI 10.1016/0315-0860(74)90194-3)Suivi d'un résumé en anglais DOI 10.1016/0315-0860(74)90195-5
- (ru) Galina, Pavlovna, Matvievskaya, Materialy k istorii ucheniya o chisle na srednevekovom Blizhnem i Srednem Vostoke [Materials on the History of the Study of Number in the Medieval Near and Middle East], in S. Kh. Sirazdinov, ed., Iz istorii tochnikh nauk na srednevekovom Blizhnem i Srednem Vostoke [From the History of the Exact Sciences in the Medieval Near and Middle East], Tashkent, Fan, 1972, pp. 76–169.
- (ru) avec Khamid Tllashev : Matematicheskie i astronomicheskie rukopisi uchyonykh Srednii Azii X–XVIII vv. (1981).
- (ru) Galina Matvievskaïa et Boris Rosenfeld, Matematiki i astronomy musulmanskogo srednevekovya i ikh trudy (VIII–XVII vv.) [Mathematicians And Astronomers Of The Muslim Middle Ages And Their Works, Viii-Xvii Centuries], Moscou, Nauka, 1983-1985, 3 volumes[n 2]

- (ru) avec Dzhavadulla Ibadov, Zulfia Israilovna Sadretdinova : Baha ad-Din Amili i ego “Sushchnost arifmetiki” (1992).
- (ru) Galina Matvievskaïa, « New information on the mathematical creativity of Abu Nasr Mansur ibn Iraq (Treatise on regular polyhedra) », Uzbekskii Matematicheskii Zhurnal, no 2,‎ 1996, p. 59–68 (MR 1635110)

- Abd al-Rahman al-Soufi (Nauka, 1999).
- Sur Al-Khwārizmī :
  - Matvievskaïa, Galina. 1983. “Sochineniya Al-Khorezmi V Srednevekovoy Evrope”. Obshchestvennyye Nauki Uzbekistane (Social Sciences In Uzbekistan) 7 : p. 83-87.
  - Sirajdinov S. H., Galina Matvievskaïa, Boris Rosenfeld et Adolf Youschkevitch. 1983. “Al-Khorezmi I Yego "algebra"”. In Muhammad Ibn Musa Al-Khorezmi. K 1200-Letiyu So Dnya Rozhdeniya, 75-94. Moscou : Nauka.
  - Matvievskaïa, Galina et S. H. Sirajdinov. 1982. Muhammad Ibn Musa Al-Khorezmi I Yego Vkiad V Razvitiye Mirovoy Nauki. Moscou.
  - Matvievskaïa, Galina et S. H. Sirajdinov. 1982. Muhammad Ibn Musa Al-Khorezmi - Vydayushchiysya Matematik I Astronom Sredne-Vekov'ya. Moscou
- Sur Euler :
  - (de) Galina P. Matvievskaja et Elena P. Ožigova, « Leonhard Eulers handschriftlicher Nachlass zur Zahlentheorie », dans Leonhard Euler 1707–1783, Birkhäuser Bâle, 1983 (ISBN 978-3-0348-9351-0, DOI 10.1007/978-3-0348-9350-3_5, lire en ligne), p. 151–160
  - dans (en) N. N. Bogolyubov, G. K. Mikhailov et A. P. Yushkevich (trad. Robert Burns), Euler and Modern Science, Washington, D.C., MAA, 2007, 425 p. (ISBN 978-0-88385-564-5)[18] :
    - On Euler’s Surviving Manuscripts and Notebooks
    - avec E. P. Ozhigova, The Manuscript Materials of Euler on Number Theory.